# Herbert Thiele
Herbert Thiele (ur. 1910 w Taucha, zm. 1992) − niemiecki komunista, były więzień polityczny w obozie Buchenwald, a także pracownik wyższego szczebla administracji rządowej, burmistrz handlu zagranicznego Niemieckiej Republiki Demokratycznej (NRD).

## Życie
Thiele kształcił się w szkole w zawodzie elektryka. Jako młody człowiek wstąpił do Komunistycznej Partii Niemiec (KPD) i działał w ruchu oporu przeciwko rosnącym wpływom partii nazistowskiej. Natychmiast po przejęciu władzy przez hitlerowców, został aresztowany. Od 1937 do 1945 był więziony w obozie Konzentrationslager Buchenwald i wykorzystywany w obozie pracując jako elektryk. Byuł czynny w podziemnej konspiracyjnej organizacji partyjnej Komunistycznej Partii Niemiec.
Po wyzwoleniu spod nazistowskiego reżimu w 1945 roku został burmistrzem rodzinnego miasta Taucha. Później pracował na stanowiskach kierowniczych w Narodowym Handlu Zagranicznym NRD.